# Nick Foster

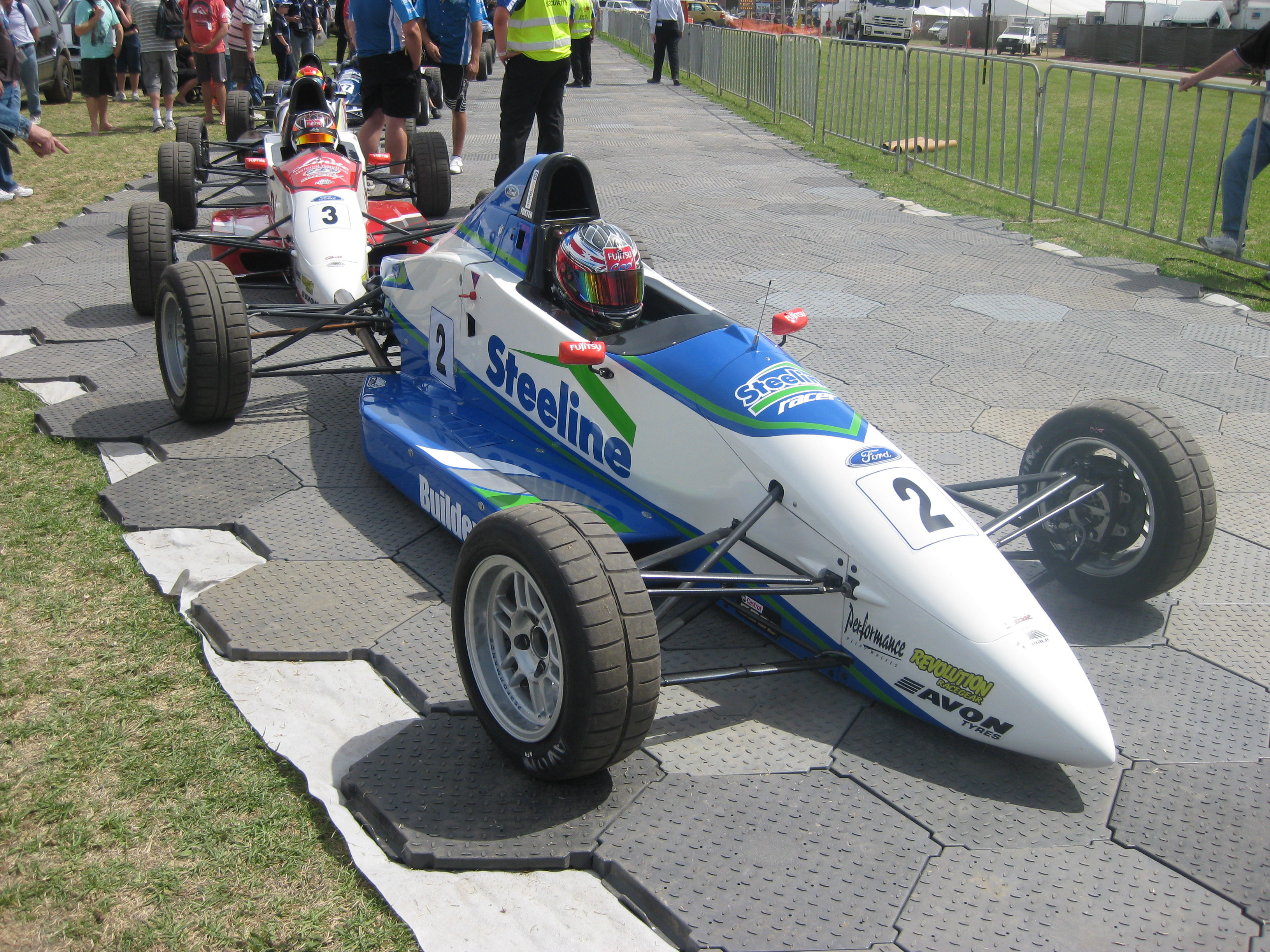
Nick Foster in einem Mygale SJ011a bei einem Rennen der australischen Formel-Ford-Meisterschaft 2011

Nicholas „Nick“ Foster (* 13. Februar 1992 in Brisbane) ist ein australischer Autorennfahrer.

## Karriere als Rennfahrer
Nick Foster begann seine Karriere im australischen Kartsport. Er fuhr in der Junior-Meisterschaft und wurde 2007 Meister.
Bereits im Alter von 16 Jahren bestritt er seine ersten Monopostorennen. Von 2008 bis 2011 ging er vier Jahre lang in der australischen Formel-Ford-Meisterschaft an den Start. Seine beste Platzierung in der Endwertung dieser Meisterschaft waren die dritten Ränge 2010 hinter seinen Landsleuten Chaz Mostert und Geoff Uhrhane sowie 2011 hinter Cameron Waters und Jack Le Brocq. 2012 vollzog sich der Umstieg in die Formel 3. In dieser Rennserie erreichte er 2013 einen weiteren dritten Meisterschaftsrang.
Ab 2014 war Foster als GT-Pilot aktiv. 2015 wurde er australischer Meister im Porsche Carrera Cup und engagierte sich in den folgenden Jahren unter anderem in der Blancpain GT Series und der FIA-Langstrecken-Weltmeisterschaft. 2017 gab er mit dem 38. Endrang sein Debüt beim 24-Stunden-Rennen von Le Mans.

## Statistik

### Le-Mans-Ergebnisse
| Jahr | Team               | Fahrzeug        | Teamkollege     | Teamkollege     | Platzierung | Ausfallgrund |
| ---- | ------------------ | --------------- | --------------- | --------------- | ----------- | ------------ |
| 2017 | Gulf Racing        | Porsche 911 RSR | Mike Wainwright | Ben Barker      | Rang 38     |              |
| 2020 | Eurasia Motorsport | Ligier JS P217  | Roberto Merhi   | Nobuya Yamanaka | Rang 18     |              |

### Einzelergebnisse in der FIA-Langstrecken-Weltmeisterschaft
| Saison  | Team               | Rennwagen       | 1   | 2   | 3   | 4   | 5   | 6   | 7   | 8   | 9   |
| ------- | ------------------ | --------------- | --- | --- | --- | --- | --- | --- | --- | --- | --- |
| 2017    | Gulf Racing        | Porsche 911 RSR | SIL | SPA | LEM | NÜR | MEX | AUS | FUJ | SHA | BAH |
| 2017    | Gulf Racing        | Porsche 911 RSR | 24  | DNF | 38  | 27  | 23  | DNF | 22  | 22  | 25  |
| 2019/20 | Eurasia Motorsport | Ligier JS P217  | SIL | FUJ | SHA | BAH | AUS | SPA | LEM | BAH |     |
| 2019/20 | Eurasia Motorsport | Ligier JS P217  |     |     |     |     |     | 28  | 18  |     |     |